# 沙鉢羅咥利失可汗
沙鉢羅咥利失可汗（Ϊšbara teriš qaγan、呉音：しゃはちらでちりしちかがん、漢音：さはつらてつりしつかがん、拼音：Shābōluódiélìshī kĕhàn、? - 639年）は、西突厥の可汗。咄陸可汗（トゥロク・カガン）の弟。沙鉢羅咥利失可汗（イシュバラ・テリシュ・カガン）というのは可汗号で、姓は阿史那氏、名は不明。同娥設（トンガ・シャド Toŋa Šad）という官職に就いていた。

## 生涯
貞観8年（634年）、咄陸可汗（トゥロク・カガン）が卒去すると、弟の同娥設（トンガ・シャド）が立って沙鉢羅咥利失可汗（イシュバラ・テリシュ・カガン）に即位した。
貞観9年（635年）、沙鉢羅咥利失可汗は上表して唐に請婚し、馬500頭を献上した。朝廷はただ厚く加えて撫慰するだけで、その結婚を許さなかった。
沙鉢羅咥利失可汗は部衆に帰服されず、遂に離反されてしまい、統吐屯（トン・トゥドゥン：官名）に襲われ、麾下は亡散した。沙鉢羅咥利失可汗は左右の百余騎でこれを拒み、数回戦うと、不利と見た統吐屯は兵を引いた。沙鉢羅咥利失可汗は弟の歩利設（ボリ・シャド Böri Šad：官名）のもとへ逃れ、焉耆国に立てこもった。阿悉結（アスケール Askēl）部の闕俟斤（キュル・イルキン Kül irkin：官名）は統吐屯らと国人を召して、欲谷設（ユクク・シャド：官名）を立てて大可汗とし、沙鉢羅咥利失可汗を小可汗にしようとした。しかし、統吐屯が殺され、欲谷設の兵もその俟斤（イルキン：官名）に破られたので、沙鉢羅咥利失可汗はふたたび旧地を取り戻し、弩失畢部・処密部などが沙鉢羅咥利失可汗に帰順することとなった。
貞観12年（638年）、西部境は欲谷設を立てて乙毘咄陸可汗（イルピ・トゥロク・カガン）とした。乙毘咄陸可汗が立つと、沙鉢羅咥利失可汗と大規模な戦闘に入り、両軍の多くが死に、各々撤退した。これによって、沙鉢羅咥利失可汗と二分し、伊麗河（イリ川）以西は乙毘咄陸可汗に属し、伊麗河以東は沙鉢羅咥利失可汗に属した。乙毘咄陸可汗は可汗庭（首都）を鏃曷山の西に建て、北庭とした。厥越失・抜悉蜜（バシュミル）・駁馬・結骨（キルギズ）・火尋・触木昆（処木昆）の諸国は皆これに臣従した。
貞観13年（639年）、沙鉢羅咥利失可汗の吐屯俟利発（トゥドゥン・イルテベル：官名）は乙毘咄陸可汗と密通して造反した。そのため沙鉢羅咥利失可汗は抜汗那（フェルガナ）国に逃れたが死去した。弩失畢部落の酋帥は沙鉢羅咥利失可汗の弟の伽那（カーナー Kānā）の子である薄布特勤を迎えてこれを立てて、乙毘沙鉢羅葉護可汗（イルピ・イシュバラ・ヤブグ・カガン）とした。

## 参考資料
- 『旧唐書』（列伝第百四十四下 突厥下）
- 『新唐書』（列伝百四十下 西突厥）
- 佐口透・山田信夫・護雅夫訳注『騎馬民族誌２正史北狄伝』（1972年、平凡社）
- 内藤みどり『西突厥史の研究』（1988年、早稲田大学出版部、ISBN 4657882155）